# Sony Ericsson W380a

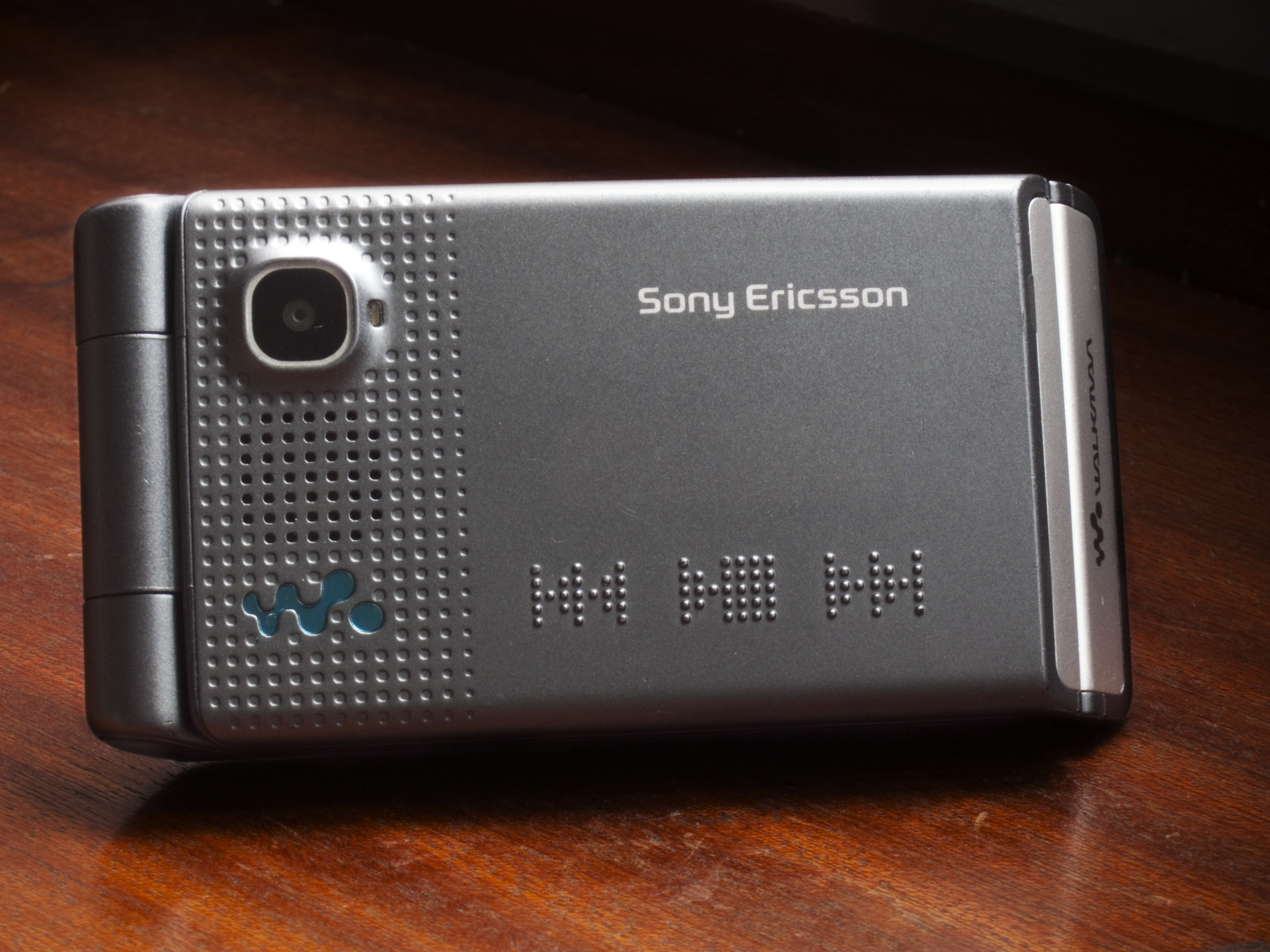
Sony Ericsson W380

El celular Sony Ericsson W380a es un celular de la compañía Sony Ericsson creado en la serie Walkman de Sony, con reproductor de música, reconocimiento de música, cámara de 1,3 megapixeles, y la particularidad es la de poseer un teclado táctil externo el cual permite cambiar de canción o detener/reanudar una canción. Este teléfono fue lanzado el 11 de abril de 2007. Por su servicio de reconocimiento de música, su mejor calidad de cámara y su bluetooth hacen a este modelo mejor que versiones anteriores como el W300i.

## Informes Técnicos

### Cámara
El celular W380a cuenta con una cámara de 1,3 megapixeles, pero carece de la posibilidad de grabar vídeos, aunque puede reproducirlos.

### Serie Walkman
La Tecnología Walkman permite a este celular reproducir música aun con el teléfono cerrado, permitiéndole utilizar el teclado táctil externo para cambiar o pausar la pista. Cuenta con el reproductor Walkman 2.0, el cual destaca por el uso de skins, pero a diferencia de otros modelos, no cuenta con visualizaciones, solo la versión del disco.

### Tecnología de reconocimiento de música
Este celular puede reconocer una canción grabando una corta parte de ella y enviándola vía web. En minutos llegara un mensaje que dice el título de la canción.

### Botones táctiles
En la parte externa del celular se encuentra las teclas táctiles que permiten reproducir o pausar una canción, también puede cambiar una canción. 
Este celular contiene una memoria para almacenar aprox. 265 canciones gracias a su diseñada tecnología que comprime los archivos en el teléfono según su memoria.

### Control de gestos
Cuando llega una llamada o suena una alarma el celular encenderá una pequeña luz que se encuentra cerca de la cámara. Si pasas tu mano por la cámara, la llamada o la alarma se silenciarán.